# Detroit Turbos
Die Detroit Turbos waren ein Mitgliedsteam der Major Indoor Lacrosse League von 1989 bis 1995. Ihre Heimatstadt war Detroit (Michigan). Die „Turbos“ haben die MILL-Meisterschaft von 1991 gewonnen.

## Rekorde
| Saison    | Division  | G-V   | Platzierung | Heim  | Auswärts | Trainer         | Playoffs                            |
| --------- | --------- | ----- | ----------- | ----- | -------- | --------------- | ----------------------------------- |
| 1989      |           | 6:2   | Zweiter     | 3:1   | 3:1      | Medo Martinello | Verlierer des Divisions-Halbfinales |
| 1990      |           | 1:7   | Sechster    | 1:3   | 0:4      | Medo Martinello | -                                   |
| 1991      | National  | 8:2   | Erster      | 4:1   | 4:1      | Medo Martinello | Meister                             |
| 1992      | National  | 6:2   | Erster      | 2:2   | 4:0      | Medo Martinello | Verlierer des Divisions-Finales     |
| 1993      | National  | 3:5   | Zweiter     | 2:2   | 1:3      | Shane Sanderson | Verlierer des Divisions-Halbfinales |
| 1994      | National  | 5:3   | Zweiter     | 3:1   | 2:2      | Shane Sanderson | Verlierer des Divisions-Finales     |
| Insgesamt | 6 Saisons | 29:21 |             | 15:10 | 14:11    |                 |                                     |